# Nicostratus a Antiochus
Nicostratus a Antiochus byli mučedníci. Podle učence Prokopiose z Kaisareie byl Nicostratus velitelem kohorty římských vojáků. Se svými oddíly byl popraven v Caesarei v Palestině, a to za pronásledování křesťanů císařem Diocletianem.
Jejich svátek se slaví 21. května.